# Joaquín Gutiérrez Cano
Joaquín Gutiérrez Cano (Madrid, 29 de noviembre de 1920-ibidem, 2 de marzo de 2009) fue un político y diplomático español. Fue director ejecutivo del Banco Mundial, embajador de España en Japón y ministro durante el régimen de Francisco Franco.
Licenciado en Derecho, ingresó en la carrera diplomática en 1947. Fue destinado al Servicio de Consejeros y Agregados de Economía Exterior y, en 1951, nombrado como agregado comercial a la embajada de España en Bonn, en la República Federal de Alemania. En 1958 fue nombrado presidente del Sindicato Nacional de Frutos y Productos Hortícolas. En febrero de 1961 pasó a desempeñar el cargo de vicesecretario de Ordenación Económica. Simultáneamente, ocupó el cargo de secretario general del Consejo Económico Sindical Nacional.
En 1963 fue nombrado director ejecutivo del Banco Internacional de Reconstrucción y Fomento en Washington D. C., donde permaneció hasta 1968, habiendo sido reelegido para este cargo dos veces.
Fue también procurador en Cortes, secretario del grupo español de la Unión Interparlamentaria, consejero permanente y presidente de la Sección del Consejo de Economía Nacional, consejero del Instituto de Estudios Fiscales, consejero del Banco de España y del Banco de Crédito Industrial.
Fue presidente de Tecniberia (Asociación Española de Empresas de Ingeniería, Consultoría y Servicios Tecnológicos) hasta su nombramiento como embajador de España en Japón en 1973.
En 1974 fue nombrado ministro de Planificación del Desarrollo con Carlos Arias Navarro, tras el asesinato, por atentado terrorista, del presidente del Gobierno Luis Carrero Blanco. Dimitió del Gobierno de España tras el fallecimiento de Francisco Franco.
Tras su dimisión, regresó a la empresa privada y fue presidente de Montoro, Empresa para la Industria Química S. A. Asimismo, ejerció diversos cargos en el sector privado y fue asesor de grandes empresas multinacionales.
Fue socio fundador de la Fundación Nacional Francisco Franco y ejerció su vicepresidencia ejecutiva durante más de veinte años.
Estuvo casado con María Isabel Vallejo Zaldo. Fue padre de cuatro hijas y abuelo de tres nietos.

## Distinciones
- Gran Cruz de Carlos III
- Gran Cruz de Alfonso X el Sabio
- Gran Cruz del Mérito Civil
- Gran Cruz del Yugo y las Flechas
- Gran Cruz de Cisneros
- Encomienda con Placa del Mérito Agrícola
- Gran Oficial de la Orden del Mérito de la República Italiana
- Gran Oficial de la Orden del Sol Naciente del Japón
- Comendador de la Orden del Mérito de la República Federal de Alemania
- Gran Oficial de la Orden del Infante Don Henrique de Portugal.